# (1603) Neva
(1603) Neva est un astéroïde de la ceinture principale.

## Description
(1603) Neva est un astéroïde de la ceinture principale. Il fut découvert le 4 novembre 1926 à Simeis par Grigori Néouïmine. Il fut nommé d'après le fleuve de la Neva. Il présente une orbite caractérisée par un demi-grand axe de 2,76 UA, une excentricité de 0,09 et une inclinaison de 8,6° par rapport à l'écliptique.

## Compléments